# Kiểm duyệt Internet ở Hồng Kông
Mặc dù luật pháp Hồng Kông bảo đảm quyền tự do ngôn luận và tự do báo chí, và quyền tự do biểu đạt được bảo vệ bởi Luật Nhân quyền Hồng Kông, Luật An ninh Quốc gia Hồng Kông trao cho chính phủ quyền "gỡ bỏ bất kỳ thông điệp điện tử nào được đăng tải" mà chính phủ cho là đe dọa đến an ninh quốc gia (xem Luật An ninh Quốc gia Hồng Kông). Kể từ khi luật này có hiệu lực, chính phủ đã chặn một số trang web phản đối chính quyền, tiết lộ thông tin cá nhân (doxxing) hoặc nhạy cảm về chính trị, làm dấy lên mối lo ngại ngày càng gia tăng về kiểm duyệt Internet.
Việc vận hành một trang web không yêu cầu phải có giấy phép của chính phủ. Tuy nhiên, có một số hoạt động giám sát Internet. Các nhà hoạt động dân chủ cho rằng chính quyền trung ương giám sát chặt chẽ email và việc sử dụng Internet của họ.

## Lịch sử và luật pháp
Hồng Kông là một Đặc khu Hành chính (SAR) của Cộng hòa Nhân dân Trung Hoa (Trung Quốc). Tuyên bố chung Trung-Anh năm 1984 về vấn đề Hồng Kông và Luật Cơ bản của Đặc khu quy định rằng Hồng Kông sẽ được hưởng mức độ tự trị cao, ngoại trừ các vấn đề liên quan đến quốc phòng và đối ngoại. Chương III của Luật Cơ bản nêu rõ “Các quyền và nghĩa vụ cơ bản của cư dân”, bao gồm quyền tự do biểu đạt, tự do hội họp và quyền riêng tư. Luật Nhân quyền Hồng Kông cũng mở rộng và cụ thể hóa các quyền này cùng với những quyền khác mà người dân Hồng Kông được hưởng.
Chính quyền Hồng Kông đã ban hành Luật An ninh Quốc gia Hồng Kông vào ngày 30 tháng 6 năm 2020. Theo Điều 43 của luật này, các cơ quan thực thi pháp luật địa phương được trao quyền kiểm duyệt bất kỳ tài nguyên nào khi xử lý các vụ án liên quan đến hành vi đe dọa an ninh quốc gia.

### Các quy định về tội phạm máy tính
Điều 161: "Truy cập máy tính với ý định phạm tội hoặc không trung thực" của Bộ luật Hình sự (Chương 200), được ban hành vào năm 1993 trước khi Internet và thương mại điện tử phát triển mạnh, quy định rằng hành vi truy cập vào máy tính với các mục đích sau đây là phạm pháp:
- Với ý định phạm tội;
- Với ý định lừa dối không trung thực;
- Nhằm đạt được lợi ích cho bản thân hoặc người khác;
- Hoặc với ý định gây thiệt hại không trung thực cho người khác.

Nếu bị kết án theo trình tự truy tố (indictment), người phạm tội có thể bị phạt tối đa 5 năm tù giam.
Điều 27A của Pháp lệnh Viễn thông (Chương 106), được ban hành năm 2000, quy định rằng “bất kỳ người nào, bằng phương tiện viễn thông, cố ý khiến máy tính thực hiện một chức năng nhằm truy cập trái phép vào bất kỳ chương trình hoặc dữ liệu nào trong máy tính đều phạm tội và khi bị kết án có thể bị phạt tiền tối đa 20.000 đô la Hồng Kông”.

### Nội dung khiêu dâm
Theo Pháp lệnh Kiểm soát các Ấn phẩm Tục tĩu và Không đứng đắn (Chương 390), việc phát hành một ấn phẩm tục tĩu là hành vi phạm pháp. Khái niệm “phát hành” bao gồm việc phân phối, lưu hành, bán, cho thuê, tặng hoặc cho mượn ấn phẩm tục tĩu. Việc phân phối qua email cũng được coi là phân phối, cũng như việc đăng tải một ấn phẩm tục tĩu lên một trang web. Hành vi phân phối không cần phải có yếu tố lợi ích tài chính. Định nghĩa về ấn phẩm bao gồm “bất cứ thứ gì có hoặc chứa tài liệu để đọc, để nhìn, hoặc cả hai; bất kỳ bản ghi âm nào; và bất kỳ phim, băng video, đĩa hoặc bản ghi hình nào khác”. Một ấn phẩm sẽ bị coi là tục tĩu nếu, do tính chất tục tĩu của nó, “nó không phù hợp để được phát hành cho bất kỳ ai”. Tục tĩu bao gồm “bạo lực, suy đồi và ghê tởm”. Hình phạt cho hành vi vi phạm này là tối đa ba năm tù giam và phạt tiền lên tới 1.000.000 đô la Hồng Kông.
Ngoài ra, việc sở hữu, sản xuất, sao chép, nhập khẩu hoặc xuất khẩu nội dung khiêu dâm có liên quan đến trẻ em dưới 18 tuổi, hoặc phát hành hay gây ra việc phát hành bất kỳ quảng cáo nào thể hiện (hoặc có khả năng được hiểu là thể hiện) rằng có người đã, đang hoặc sẽ phát hành nội dung khiêu dâm trẻ em, đều là hành vi phạm pháp. Hình phạt cho việc tạo ra, phát hành hoặc quảng cáo nội dung khiêu dâm trẻ em là tám năm tù giam, trong khi hành vi sở hữu nội dung này có thể bị phạt đến năm năm tù giam.

### Bản quyền
Pháp lệnh Bản quyền (Chương 528) thiết lập khuôn khổ pháp lý cho việc bảo vệ bản quyền tại Hồng Kông. Vào tháng 4 năm 2011, chính phủ đã đưa ra Dự luật Sửa đổi Bản quyền năm 2011, nếu được thông qua sẽ bao gồm:
(i) quyền độc quyền mới mang tính trung lập về công nghệ cho chủ sở hữu bản quyền nhằm truyền tải tác phẩm của họ qua bất kỳ hình thức điện tử nào, đồng thời áp dụng chế tài hình sự đối với những ai truyền tải trái phép tác phẩm có bản quyền ra công chúng;
(ii) các điều khoản “vùng an toàn” (safe harbour) dành cho các nhà cung cấp dịch vụ trực tuyến; và
(iii) các yếu tố bổ sung mà tòa án có thể cân nhắc khi xét xử và quyết định mức bồi thường thiệt hại bổ sung cho hành vi vi phạm bản quyền.
Tuy nhiên, đã có những phàn nàn rằng các sửa đổi được đề xuất, vốn cấm việc sử dụng trái phép tài liệu có bản quyền trên bất kỳ phương tiện nào mà không có sự cho phép, có thể đe dọa đến quyền tự do ngôn luận. Dự luật này có thể ảnh hưởng tiêu cực đến các tác phẩm châm biếm hoặc nhại lại (parody) trên Internet vì không có “ngoại lệ sử dụng hợp lý” (fair use). Chính phủ cho rằng các sửa đổi này nhằm tăng cường quyền sở hữu trí tuệ. Tuy nhiên, một số nhà hoạt động và người ủng hộ dân chủ đã gọi dự luật này là “Điều 23 Internet” — ám chỉ Điều 23 trong Luật Cơ bản Hồng Kông, một biện pháp chống lật đổ gây tranh cãi được chính phủ đề xuất năm 2002 dẫn đến cuộc biểu tình lớn nhất trong lịch sử Hồng Kông. Điều khoản này đã bị rút lại vào tháng 9 năm 2003, nhưng sau đó được đưa ra lại và thông qua vào tháng 3 năm 2024.

### Luật An ninh Quốc gia Hồng Kông
Điều 43 của Luật An ninh Quốc gia Hồng Kông quy định rằng các nền tảng, nhà xuất bản và nhà cung cấp dịch vụ Internet có thể bị yêu cầu gỡ bỏ các thông điệp điện tử đã đăng tải nếu những thông điệp đó “có khả năng cấu thành hành vi phạm tội đe dọa đến an ninh quốc gia hoặc có khả năng dẫn đến hành vi phạm tội đe dọa đến an ninh quốc gia”. Cá nhân, tổ chức hoặc công ty không tuân thủ các yêu cầu như vậy có thể bị phạt tới 100.000 đô la Hồng Kông (tương đương khoảng 12.903 USD) và bị phạt tù lên đến sáu tháng.
Trưởng Đặc khu Hồng Kông có thể trao quyền cho cảnh sát tiến hành nghe lén và giám sát nhằm “ngăn chặn và phát hiện các hành vi phạm tội đe dọa đến an ninh quốc gia”.

## Tự kiểm duyệt
Có nhiều báo cáo cho thấy tình trạng tự kiểm duyệt trong giới truyền thông, vì hầu hết các cơ quan báo chí đều thuộc sở hữu của các doanh nghiệp có lợi ích kinh doanh tại Trung Quốc đại lục. Điều này khiến các nhà báo và biên tập viên phải nhún nhường trước những lo ngại tiềm tàng của nhà xuất bản liên quan đến lợi ích kinh doanh. Một số học giả cho rằng các nhà nghiên cứu học thuật tại Hồng Kông cũng thực hành một mức độ tự kiểm duyệt nhất định trong các công trình liên quan đến Trung Quốc để duy trì mối quan hệ tốt và cơ hội giảng dạy, nghiên cứu tại đại lục.
Trong một cuộc khảo sát do Hiệp hội Nhà báo Hồng Kông công bố vào tháng 6 năm 2012, 86,9% trong số 663 nhà báo được hỏi cho rằng tự do báo chí đã suy giảm trong bảy năm qua. Đây là mức tăng 28,5% so với cuộc khảo sát tương tự vào năm 2007. Những người cho rằng tự do báo chí đã giảm sút đưa ra các nguyên nhân gồm: kiểm soát chặt chẽ hơn từ chính phủ (92%), tự kiểm duyệt trong ngành (71%), can thiệp từ Bắc Kinh (67,5%) và áp lực từ giới kinh doanh (35,9%).
Theo phản hồi từ người tham gia khảo sát, các chính sách ảnh hưởng lớn nhất đến sự suy giảm tự do bao gồm:
- Thông tin về tin nóng bị kiểm soát bởi cảnh sát và Cục Cứu hỏa (57%);
- Việc phát hành nhiều tài liệu và hình ảnh chính thức hơn, trong khi phóng viên ít có cơ hội tiếp cận các sự kiện tin tức (41,3%);
- Việc tổ chức họp báo không ghi âm, không ghi hình (off-the-record) tăng đáng kể (23,8%);
- Và đề xuất của chính phủ về việc hình sự hóa hành vi theo dõi (stalking) (16%).

### Tik Tok
Gần như ngay lập tức sau khi Luật An ninh Quốc gia Hồng Kông được thực thi vào tháng 7 năm 2020, TikTok đã ngừng hoạt động tại Hồng Kông và thay thế ứng dụng này bằng Douyin – phiên bản Trung Quốc đại lục được kiểm duyệt nghiêm ngặt của ByteDance – dành cho người dùng tại khu vực này. Một số người dùng phản ánh rằng họ gặp sự cố khi sử dụng thẻ SIM đăng ký tại Hồng Kông, ngay cả khi đã kết nối với dịch vụ VPN. Điều này cho thấy TikTok đã sử dụng thông tin thẻ SIM của người dùng để chặn quyền truy cập từ lãnh thổ Hồng Kông.

## Các trường hợp kiểm duyệt

### Trước ngày 30 tháng 6 năm 2020

#### Đóng cửa nhà cung cấp dịch vụ Internet địa phương – Tháng 3 năm 1995
Vào tháng 3 năm 1995, Cảnh sát Hoàng gia Hồng Kông đã đột kích tất cả các nhà cung cấp dịch vụ Internet (ISP) tiên phong cung cấp dịch vụ quay số, ngoại trừ một đơn vị duy nhất, tịch thu máy chủ và hồ sơ của họ, đồng thời buộc họ ngừng hoạt động trong một tuần. Vụ việc đã khiến từ 5.000 đến 8.000 người dùng Internet đầu tiên của Hồng Kông bị mất quyền truy cập.. Các cuộc đột kích được cho là do Supernet — nhà cung cấp duy nhất không bị đóng cửa — khởi xướng, và được phối hợp thực hiện bởi Cục Quản lý Viễn thông (OFTA) cùng với Cục Tội phạm Thương mại (CCB) với lý do các nhà cung cấp này hoạt động mà không có giấy phép Dịch vụ Viễn thông Công cộng Không độc quyền (PNETS) — một loại giấy phép còn khá mơ hồ vào thời điểm đó.  Các công ty bị buộc ngừng hoạt động bao gồm: Hong Kong Internet & Gateway Services (HKIGS) hk.net, Hong Kong Link InfoLink Ilink, Internet Online Hong Kong, Cybernet, Internet Connections và Asia Online.

### Vụ bê bối ảnh Edison Chen – Tháng 1 năm 2008
Trong tháng 1 và 2 năm 2008, Lực lượng Cảnh sát Hồng Kông đã bắt giữ 10 người bị cáo buộc truy cập, tải lên hoặc phát tán hình ảnh khiêu dâm, sau khi Tập đoàn Giải trí Emperor (Emperor Entertainment Group – EEG), một công ty giải trí trị giá hàng tỷ đô la, đệ đơn khiếu nại về việc các bức ảnh được lan truyền trên Internet. Những bức ảnh này mang tính chất rõ ràng là khiêu dâm, ghi lại cảnh nam diễn viên Hồng Kông Edison Chen quan hệ tình dục với nhiều phụ nữ, trong đó có một số nữ diễn viên nổi tiếng tại địa phương. Chen thừa nhận là tác giả và chủ sở hữu bản quyền của phần lớn các bức ảnh, đồng thời tuyên bố rằng những bức ảnh riêng tư này đã bị đánh cắp và phát tán trái phép mà không có sự đồng ý của anh. Một kỹ thuật viên máy tính đã bị kết tội với ba cáo buộc truy cập máy tính với ý đồ không trung thực và bị kết án tám tháng rưỡi tù giam. Vụ bê bối đã làm rúng động ngành công nghiệp giải trí Hồng Kông và thu hút sự chú ý của truyền thông trong nước lẫn quốc tế. Cảnh sát đã gặp gỡ hơn 200 người quản lý các trang web và diễn đàn lớn tại Hồng Kông để kêu gọi họ xóa các hình ảnh với lý do “họ có trách nhiệm ngăn chặn hành vi phạm tội”. Các chủ đề thảo luận liên quan đã lần lượt bị xóa. Cảnh sát cũng yêu cầu một số trang web và công ty điều hành diễn đàn được đăng ký tại địa phương cung cấp thông tin về khách hàng của họ, và đã truy xuất địa chỉ IP của hơn 30 người dùng Internet bị nghi là đã đăng các bức ảnh. Cuộc trấn áp của cảnh sát đã làm dấy lên tranh cãi về việc vi phạm quyền riêng tư và tự do ngôn luận của người dùng Internet, cũng như sự lựa chọn có chọn lọc trong việc áp dụng pháp luật.

### Sau ngày 30 tháng 6 năm 2020
Điều 43 của Luật An ninh Quốc gia Hồng Kông, có hiệu lực từ ngày 30 tháng 6 năm 2020, trao quyền cho cảnh sát ra lệnh “yêu cầu người đã đăng tải thông tin hoặc nhà cung cấp dịch vụ liên quan xóa bỏ thông tin hoặc cung cấp hỗ trợ.”  (xem Luật An ninh Quốc gia Hồng Kông) Kể từ đó, chính quyền Hồng Kông đã chặn truy cập vào một số trang web phản đối chính quyền hoặc có nội dung nhạy cảm về mặt chính trị. 
Các nhà cung cấp dịch vụ Internet tại Hồng Kông nhìn chung chặn các trang web trên mạng băng thông rộng tại gia và mạng dữ liệu di động, và hầu hết các mạng Wi-Fi công cộng cũng bị ảnh hưởng. Tuy nhiên, phần lớn các nhà cung cấp không áp dụng biện pháp chặn đối với các mạng doanh nghiệp.

### HKChronicles – Tháng 1 năm 2021
HKChronicles là một trang web có cấu trúc giống wiki, chuyên đăng tải thông tin cá nhân của các sĩ quan cảnh sát Hồng Kông và những cá nhân ủng hộ Bắc Kinh với mục đích doxxing (tiết lộ danh tính để quấy rối). Vào ngày 7 tháng 1 năm 2021, chủ sở hữu trang web – Naomi – đã thông báo trên trang rằng cô nhận được phản hồi từ người dùng tại Hồng Kông rằng họ không thể truy cập trang web khi sử dụng một số nhà cung cấp dịch vụ Internet (ISP) địa phương. Nhiều phóng viên báo chí tại địa phương cũng xác nhận rằng trang web không thể truy cập được trong phạm vi thành phố. Cảnh sát từ chối bình luận về việc chặn trang web. Tuy nhiên, trong một tuyên bố, họ cho biết rằng họ “có thể yêu cầu các nhà cung cấp dịch vụ thực hiện các hành động hạn chế đối với những nội dung được đăng trên các nền tảng số, nếu nội dung đó có khả năng cấu thành hành vi đe dọa an ninh quốc gia hoặc kích động vi phạm an ninh quốc gia.” Hong Kong Broadband Network – một trong những công ty viễn thông di động lớn nhất tại Hồng Kông – xác nhận rằng họ đã chặn quyền truy cập vào trang web này theo yêu cầu được đưa ra dựa trên Luật An ninh Quốc gia vào ngày 13 tháng 1 năm 2021.  

### Ủy ban Công lý Chuyển tiếp – Tháng 2 năm 2021
Vào ngày 13 tháng 2 năm 2021, cư dân mạng Hồng Kông báo cáo rằng họ không thể truy cập trang web của Ủy ban Công lý Chuyển tiếp Đài Loan. Một số phương tiện truyền thông địa phương xác nhận rằng trang web này không thể truy cập nếu không sử dụng mạng riêng ảo (VPN). Cảnh sát từ chối bình luận về việc chặn trang web.

### Chặn trang web Đài Loan – Tháng 4 năm 2021
Vào ngày 24 tháng 4 năm 2021, một số cư dân mạng phát hiện rằng họ không thể truy cập trang web của Giáo hội Trưởng Lão tại Đài Loan (www.pct.gov.tw). Sau đó, họ cũng báo cáo rằng không thể truy cập trang web chính thức của Đảng Dân Tiến (www.dpp.org.tw) và Trung tâm Tuyển dụng Lực lượng Vũ trang Quốc gia (https://www.rdrc.mnd.gov.tw) từ Hồng Kông. Một số cơ quan truyền thông địa phương đã xác nhận điều này. Cảnh sát từ chối đưa ra bình luận.
Tính đến ngày 27 tháng 4 năm 2021, Stand News đã kiểm tra lại ba trang web này và nhận thấy rằng các trang web của Giáo hội Trưởng Lão và Đảng Dân Tiến đã có thể truy cập trở lại. Tuy nhiên, trang web chính thức của Trung tâm Tuyển dụng Lực lượng Vũ trang vẫn không thể kết nối được.

### Hiến chương Hồng Kông 2021 – Tháng 6 năm 2021
Từ ngày 18 tháng 6 năm 2021, một số người dùng các nhà cung cấp dịch vụ Internet (ISP) địa phương báo cáo rằng họ không thể truy cập trang web của Hiến chương Hồng Kông 2021 (2021hkcharter.com). Các nguồn tin cho biết các ISP địa phương đã nhận được lệnh từ cảnh sát yêu cầu chặn quyền truy cập vào trang web kể từ ngày 18 tháng 6. Những người khởi xướng trang web này cho biết trang đã bị chặn vào ngày 19 tháng 6. Cảnh sát từ chối bình luận.

### Bảo tàng Trực tuyến về Sự kiện ngày 4 tháng 6 – Tháng 9 năm 2021
Vào ngày 28 tháng 9 năm 2021, Stand News đưa tin rằng trang web của Bảo tàng Trực tuyến Sự kiện ngày 4 tháng 6 (8964museum.com) rất có thể đã bị chặn.

### Trang web Hong Kong Watch
Vào ngày 15 tháng 2 năm 2022, một số nhà cung cấp dịch vụ Internet tại Hồng Kông được cho là đã chặn trang web của tổ chức có trụ sở tại Vương quốc Anh – Hong Kong Watch.

### Flow HK
Vào tháng 10 năm 2024, Flow HK đã nhận được yêu cầu gỡ bỏ nội dung từ cảnh sát Hồng Kông.